# Peter Wilczynski
Peter Wilczynski (* 18. Juli 1958) ist ein deutscher Schauspieler, Hörspielsprecher und Theaterregisseur.

## Leben
Von 1986 bis 1990 studierte der gelernte Buchhändler Peter Wilczynski an der Hochschule für Musik und Theater Rostock. Im Anschluss an sein einziges Festengagement am Volkstheater Rostock, das von 1990 bis 1993 dauerte, ist er bis heute freischaffend tätig und gastierte unter anderem an den Landesbühnen Sachsen. Als Regisseur wirkte Wilczynski in der Vergangenheit bei der Leipziger Pfeffermühle und den academixern.
Etwa zehn Jahre lang war Wilczynski ein vielbeschäftigter Seriendarsteller im Fernsehen. Durchgehende bzw. wiederkehrende Rollen hatte er in Praxis Bülowbogen, Für alle Fälle Stefanie und der Jugendserie Tanja, hier als Bruder der Protagonistin. Daneben arbeitet er auch als Hörspielsprecher und in der Synchronisation.
Peter Wilczynski lebt in Leipzig.

## Filmografie (Auswahl)
- 1993: Polizeiruf 110 – Blue Dream – Tod im Regen
- 1994: Schwarz greift ein – Der Komplize
- 1995: Frauenarzt Dr. Markus Merthin – Ehe auf Probe
- 1995: Stubbe – Von Fall zu Fall – Stubbes Erbschaft
- 1995–1996: Praxis Bülowbogen (12 Folgen als Wolf Solms)
- 1996: Alarm für Cobra 11 – Die Autobahnpolizei – Falsches Blaulicht
- 1997: Für alle Fälle Stefanie – Gegen das Vergessen
- 1997: Polizeiruf 110 – Der Tausch
- 1997–1999: Tanja (17 Folgen als Jörg Büsing)
- 1998: Balko – Knastkoller
- 1999: Im Namen des Gesetzes – Taxi ins Jenseits
- 1999: Für alle Fälle Stefanie (13 Folgen als Dr. Wellbrock)
- 2001: In aller Freundschaft – Bleib bei mir!
- 2002: Polizeiruf 110 – Angst um Tessa Bülow
- 2002: Rotlicht – Die Stunde des Jägers
- 2003: Polizeiruf 110 – Verloren
- 2005: Hamlet (Kurzfilm)

## Hörspiele (Auswahl)
- 1994: Das Lied meines Vaters – Autor: Paul Herzberg – Regie: Norbert Schaeffer
- 1994: Untiefen – Autor: Jochen Schimmang – Regie: Klaus Mehrländer
- 1996: Wolf ohne Fährte – Autor: Tony Hillerman – Regie: Ulrich Lampen
- 1997: Der Engel mit dem goldenen Schnurrbart (4 Folgen) – Autorin: Christa Kożik – Regie: Burkhard Ax
- 1997: Die verlorene Ehre der Katharina Blum – Autor: Heinrich Böll – Regie: Hermann Naber
- 1998: Die Töter – Autor: Kai Grehn – Regie: Michael Schlimgen
- 1999: Magdalena – Autor: Jürgen Fuchs – Regie: Norbert Schaeffer
- 2000: Provinzbriefe – Autorin: Barbara Honigmann – Regie: Ulrich Gerhardt
- 2002: House of God – Autor: Samuel Shem – Regie: Norbert Schaeffer
- 2004: Pelle, der Eroberer – Autor: Martin Andersen Nexø – Regie: Götz Fritsch
- 2005: Kabale und Liebe – Autor: Friedrich Schiller – Regie: Leonhard Koppelmann
- 2009: Wer hat Angst vorm bösen Wolf? – Autor: Jiří Polák – Regie: Fabian von Freier
- 2010: Ab nach unten – Autor: Ray French – Regie: Thomas Wolfertz
- 2012: Nachrufe – Autor: Günter Kunert – Regie: Stefan Kanis